# Terminal de ómnibus de Porto Alegre
La Terminal de ómnibus de Porto Alegre (en portugués: Estação Rodoviária de Porto Alegre) es una estación de ómnibus ubicada en la ciudad de Porto Alegre, Brasil. Actualmente esta dirigida por la empresa Veppo & Cia Ltda. Fue inaugurada el 28 de junio de 1970 de acuerdo a un proyecto del Departamento Autónomo de Carreteras. Recibe empresas de ómnibus que hacen viajes intermunicipales, interestaduales e internacionales. 

## Historia
La primera terminal de ómnibus de Porto Alegre se instaló en la antigua Plaza del Coliseo (actual Plaza Oswaldo Cruz) y luego se mudó a la Plaza de los Bomberos (actual Plaza Rui Barbosa). Luego de tras mudanzas, se inauguró en el lugar que hoy ocupa. En su momento, el edificio de la estación fue considerado el más grande y más moderno de Sudamérica tanto por su estilo arquitectónico como por su aspecto funcional.  
Cerca a la estación se ubicaba la antigua Estación Ferroviaria Castelinho (o Porto Alegre Velha), inaugurada en 1874 e demolida el mismo año que la estación rodoviaria fue inaugurada.